# Поднокатни крвни подлив
Поднокатни крвни подлив или субунгуални хематомом је повреда нокатног лежишта  на рукама или ногама код које се испод нокта развија крварење. Обично се дешава ако се нокат згњечи у повреди. Оштећење је узроковано директним ударцем или пригњечењем дисталне фаланге на пример, укљештењем прста на вратима. Како крв улази у простор испод нокта, она врши болан притисак на лежиште нокта. Повреда такође може бити праћена преломима дисталне фаланге, авулзијом ноктију или авулзијама врхова прстију.
Уколико се притисак не смањи, пацијент може осетити јак бол јер је колекција крви заробљен у малом простору повређеног прста који не дозвољава ширење крварења у околна ткива. 
Осим ако нема сломљене кости или оштећење нокатног лежишта и/или околног ткива повређеног прста, ова повреда обично није забрињавајућа и пролази спонтано. Већина субунгуалних крвних подлива може се олечиити једноставном  процедуром која укључује прављење мале рупе на нокту како би се омогућила дренажа крви из створеног крвног подлива.

## Опште информације
На глобалном ниво повреде у свакодневном животу и на раду су свакодневна појава. Понекад их једноставно и не приметимо, и изненадимо са када откријемо крвни подлив или модрице и огреботине на телу. Али када је у питању мало подручје какав је прст на руци или нози, повреда не иде незапажено, јер је праћена јаким болом и појавом необичних тамних мрља, испод нокта које и изазива знатне тегобе. Та тамна мрља праћена јеким болом је заправо поднокатни крвни подлив, који чест пратилац тешке механичке повреде прстију руку или ногу.
Врх прста је често повређен јер је то тачка интеракције између тела и околине у већини активности које се обављају свакодневно, и најдисталнији је део горњих удова. Поред дугорочних козметичких последица, повреде ноктију могу утицати и на свакодневни живот. 

## Анатомија и физиологија
Комплетна структура ноктију назива се перионихијум. Састоји се од:
- кожног набора нокта,  који држи проксимални нокат
- паронихијума, дорзалне кожа врха прста или бочни набори ноктију
- хипонихијума, кератинизовани дистални крај нокта који је у контакту са кожом врха прста,. Садржи велики број полиморфонуклеарних леукоцита и лимфоцита, који штите подунокатно ткиво од инфекције.
- лежишта нокта, меко ткиво испод нокта које је везано за периост дисталне фаланге и састоји се од герминалног и стерилног матрикса
- епонихијум,  познат као кутикула, или дистални део набора нокта где се причвршћује за базу нокта
- лунула, бело непрозирно подручје дистално од епонихијума, узроковано присуством језгра ћелија ноктију у герминалном матриксу док струји нагоре и дистално стварајући нокат
- нокатне плоче, тврде структура састављена од исушених, кератинизованих плочастих ћелија

Заметни матрикс се налази на вентралном поду проксималног набора нокта и производи 90% ћелија нокта. Протеже се до лунуле, светлијег дела нокта у облику полумесеца. Стерилни матрикс је високо васкуларизован и налази се на вентралном поду дисталног лежишта нокта и додатних слојева ћелија одговорних за причвршћивање нокта на лежиште нокта.
Нокат пружа заштиту за врх прста, нуди могућност подизања малих предмета и игра улогу у тактилном осећају. Служи као контра сила када јастучић прста додирне предмет. 

## Епидемиологија
Рука је укључена у 11-14% повреда на послу и 10% свих случајева незгода према подацима америчких одељења за хитне случајеве. Међутим, тачна преваленца повреда лежишта нокта (ноктног лежишта) је непозната, пошто се многи пацијенти са повредама нокатног лежишта не труде да траже лекарску негу због онога што сматрају мањом траумом.
Компликације повреда лежишта нокта укључују губитак ноктију, абнормални раст, непријањање новог нокта, цепање нокта, инфекцију меког ткива и остеомијелитис.
Постоји 3:1 доминација повреда мушкараца у односу на жена.
Повреде  ноктију јављају се код људи свих узраста; међутим, најчешћа старосна група је између 4 и 30 година. Повреде врхова прстију чине две трећине повреда шаке код деце, а оштећење нокатног лежишта јавља се у 15-24% ових повреда.

## Етиологија
Поднокатни крвни подлив настаје као последица  деловања механичке силе на мека ткива коју прати руптура крвних судова унутар њих. Том приликом настају плавичасте или смеђе мрље које су само резултат крварења. Према томе поднокатни крвни подлив није ништа друго до акумулација крви у простору између нокатне плоче погођеног прста.
Двадесет пет процената повреда ноктију укључује згњечење прста на вратима, најчешће вратима аутомобила. Повреде од гњечења стежу меко ткиво ноктију између нокта и дисталне фаланге. Ово може довести до једноставног поднокагтног крвног подлива или једноставне или звездасте раздеротине. Тестере, ножеви, бушилице, покретни каишеви и косилице су такође чести узроци повреда ноктију. Лошу прогнозу имају повреде пригњечења и авулзије, као и повреде повезане са преломима дисталне фаланге.
Тешко је рећи где се крвни подлив најчешће појављују испод ноктију: на рукама или ногама. У принципу, доњи и горњи удови (екстремитети) подједнако су склони повреди, током које крвни подлив настаја  под ноктом једног од прстију након снажаног ударац или прикљештења дисталне фаланге на пример између врата или дела неке машине.  
Прсти на ногама су ретко угрожени. Али сасвим је могуће да на престе ноге падне тешки предмет или да ножни прст у покрету задобије повреду након наглог додира са неком препреком или предметом у покрету. Оштећење ноктију на ногама прилично је лако када се хода бос, и једноставно удари о тло или предмет који лежи на земљи (на пример, камен). Иста ситуација је примећена током спортских утакмица, нпр. фудбала. 
Неодговарајућа обућа или телесна аномалија може постати врло неочекивани разлог за појаву крвног подлива на некон од ножних прстију након дужег ходања или спотртске активности.

## Дијагноза
Лекар треба да прегледа целу структуру нокта да би се утврдило оштећење набора нокта и цео прст ради моторичке функције, осећаја и процене циркулације. Екстензорски механизам дисталног интерфалангеалног зглоба (ДИП) треба проценити држањем средње фаланге и тестирањем снаге екстензије пружањем отпора на покрет. Смањење снаге у поређењу са контралатералном страном указује на повреду прста чекићем. Циркулација се може тестирати капиларним пуњењем дистално од повреде. Код неких пацијената, као што су мала деца, мораће  да се изврше блокада дигиталног нерва да би прегледа повреде обавио.
Код сумње на теже повреде требало би направити рендгенски снимак са три приказа да би се проценио основни прелом јер су преломи дисталног дела прста чести. Ултразвук може да се користи за идентификацију раздеротине ноктију и прелома дисталног краја прста..

## Терапија
Поднокатни крвни подливи могу да се повуку сами, без потребе за лечењем.  Ако су акутно болни, могу бити дренирани, на један од следећа два начина:
- нпреко рупа кроз нокат све до крвног подлива у року од 48 сати од повреде, како би се кроз њу дренирала крв и прст и ослободио од притиска,[2]
- уклањањем целог нокта, што је инвазивнија метода.[9]

У болници или медицинској установи, трепанирањенокта се обично постиже коришћењем уређаја за електрокаутеризацију или игле бр. 18. Ако ниједно од овога није доступно, може се применити загрејана спајалица за бушење нокта и испуштање крви испод нокта. Да бисте то урадили, врх спајалице се загрева док не засветли црвено. Затим се нежно ставља на центар изнад крвног подлива (центар црног подручја испод нокта). Када прогори нокат појавитће се рупа и крв ће се кроз њу дренирати, ослобађајући притисак. Рупа се потом прекрива стерилним завојем и након тога се неколико дан мора држати на сувом.
Уклањање нокта се обично ради када је сам нокат поремећен, када се сумња на велику рану која захтева шивање или када дође до прелома врха прста. Иако општа анестезија генерално није потребна, препоручује се блокада дигиталног нерва ако се нокат треба уклонити.
- Палац пре дренаже.
- Ужарена спајалица.
- Рупа у нокту након дренаже крвног подлива.
- Палац након дренаже крвног подлива

Тренутно не постоји консензус о антибиотицима након процедуре, а они се тренутно не препоручују у малој опсервационе студије која је проценила 47 пацијената и није пронашла никакву корист од антибиотика. Међутим профилактичка употреба антибиотика је индикована у зависности од механизма и обима повреде, као што су повреде од пригњечења и уједа људи или животиња . Многи клиничари прописују цефалоспорине прве генерације када су    испод повреде нокта, оштечени кост или зглоб.

## Прогноза
Компликације повреда лежишта нокта могу укључивати:
- ожиљке,
- губитак или опструкцију набора ноктију,
- уништавање нокта са недостатком новог раста ноктију,
- абнормални раст ноктију,
- поремећен раст ноктију,
- инфекцију.

Повреде лежишта ноктију генерално добро зарастају уз одговарајући третман, иако могу бити потребни месеци до годину дан да нокат поново израсте у одговарајући облик.
Лошу прогнозу имају повреде пригњечења и авулзије, као и повреде повезане са преломима дисталне фаланге. Повреде које обухватају цео нокат или већи део лежишта и прегиба такође су лошије од оних које су изоловане на једној до две трећине нокатног лежишта или само на нокатном набору и герминалном матриксу.
Пацијенте треба упозорити на могућност деформисани ноктат. Нови раст ноктију може трајати од 3 до 12 месеци, а чак и тада може бити деформисан дуже време. Ако проблеми са новим растом ноктију постоје након 6 или 12 месеци, пластилни хирур може аурадити ексцизију ожиљака или ревизије лежишта нокта.